# Lyctus chilensis
Lyctus chilensis là một loài bọ cánh cứng trong họ Bostrichidae. Loài này được Gerberg miêu tả khoa học năm 1957.